# Dimos Oropedio Lasithiou
Dimos Oropedio Lasithiou (Oropedio Lasithiou) är en kommun i Grekland.   Den ligger i prefekturen Nomós Lasithíou och regionen Kreta, i den sydöstra delen av landet, 400 km söder om huvudstaden Aten. Antalet invånare är 3 067.